# Antonio de Piñahermosa
Antonio de Piñahermosa o Antonio de Piña Hermosa, (Medina del Campo, 6 de abril de 1601 - Jaén, 19 de julio de 1667) fue un religioso español.
Curso estudios en la Universidad de Valladolid y después fue al Colegio de San Salvador de Oviedo en Salamanca, donde fue ordenado sacerdote y se doctoró en Derecho, ejerciendo cátedra en la Universidad de Salamanca. Oidor en la audiencia de Pamplona y después en la Real Chancillería de Granada. Fue nombrado Inquisidor de la Suprema General Inquisición, y fue Presidente de la Real Audiencia y Chancillería de Valladolid.
En 1657, fue nombrado obispo de Salamanca, y en 1658, fue presentado para la diócesis de Málaga.
Dedicó su persona y sus bienes a socorrer necesidades con especial atención a niños huérfanos, expósitos y desamparados, incrementó las rentas de los orfanatos, preocupándose de su educación, costeó a algunos de ellos becas para que fuesen a estudiar a la Universidad de Salamanca, y a las niñas las enviaba a monasterios de monjas, donde recibieran alimentación y educación cristiana.
En la inundación de Málaga, ocurrida por desbordamiento del río Guadalmedina el 22 de septiembre de 1661, mucha gente perdió sus casas y miembros de la familia. Se formó una Junta de Ayuda, en la que tomó parte el obispo, para informar al rey y recabar ayudas. 
Renunció en 1663 a la propuesta para ocupar la rica diócesis de Cuenca. Pero, a petición del rey, tuvo que aceptar el nombramiento de Obispo de Jaén en 1664, a donde marchó el 10 de diciembre. Y en Jaén murió, en 1667. 
Un sobrino suyo, Francisco de Hermosa (1657 - 1714), fue nombrado Conde de Torre-Hermosa por su apoyo al bando de la Casa de Borbón durante la Guerra de Sucesión Española (1701 - 1713).
| Predecesor: Juan Pérez Delgado      | Obispo de Salamanca 1657–1659 | Sucesor: Francisco Díaz de Cabrera           |
| Predecesor: Diego Martínez Zarzosa  | Obispo de Málaga 1659–1664    | Sucesor: Alonso Henríquez de Santo Tomás     |
| Predecesor: Fernando Andrade Castro | Obispo de Jaén 1664–1667      | Sucesor: Fray Jerónimo Rodríguez de Valderas |